# Biserica de lemn din Peștera

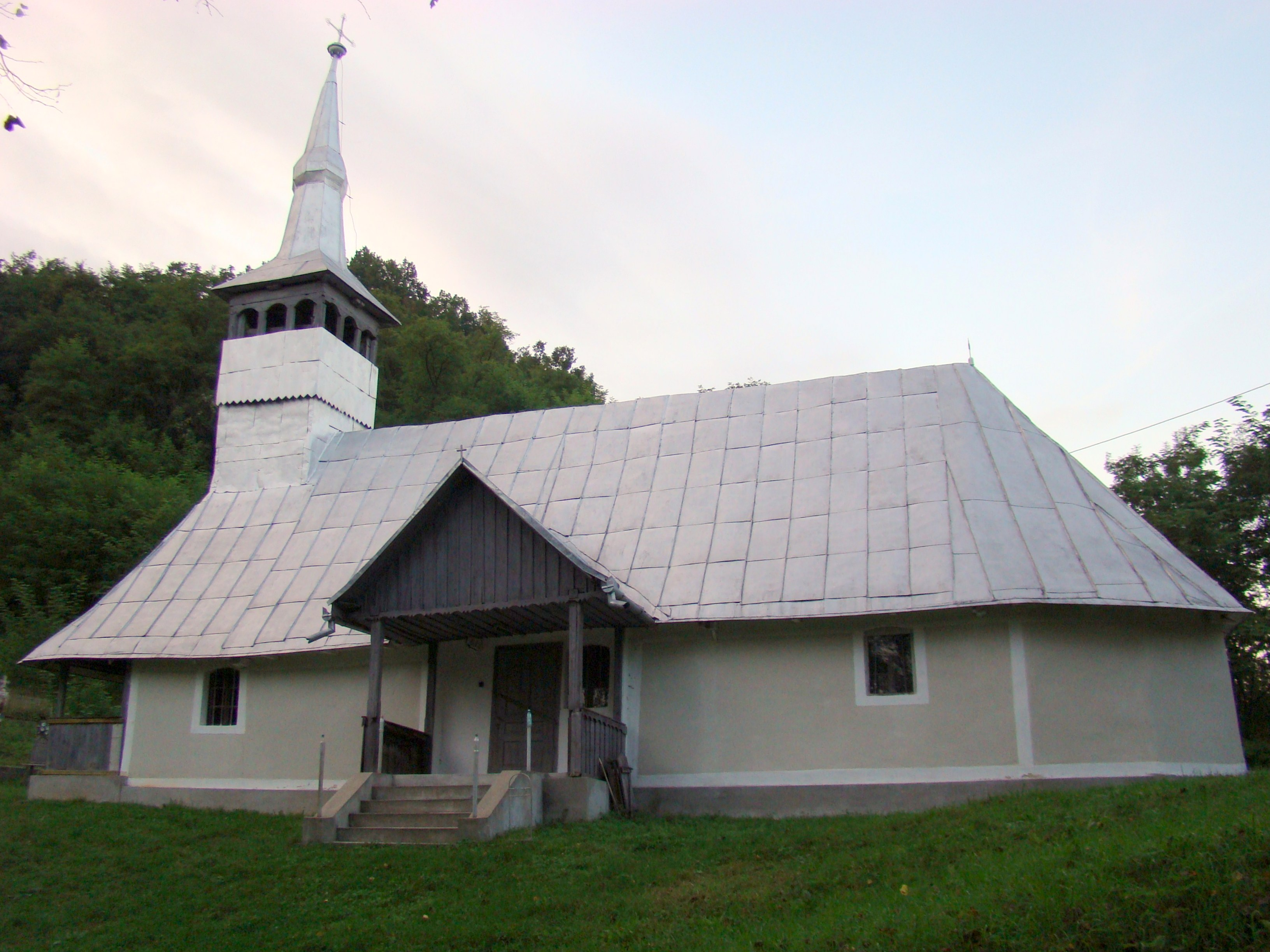
Biserica de lemn „Sfântul Nicolae” din satul Peștera, județul Hunedoara, foto: septembrie 2010.

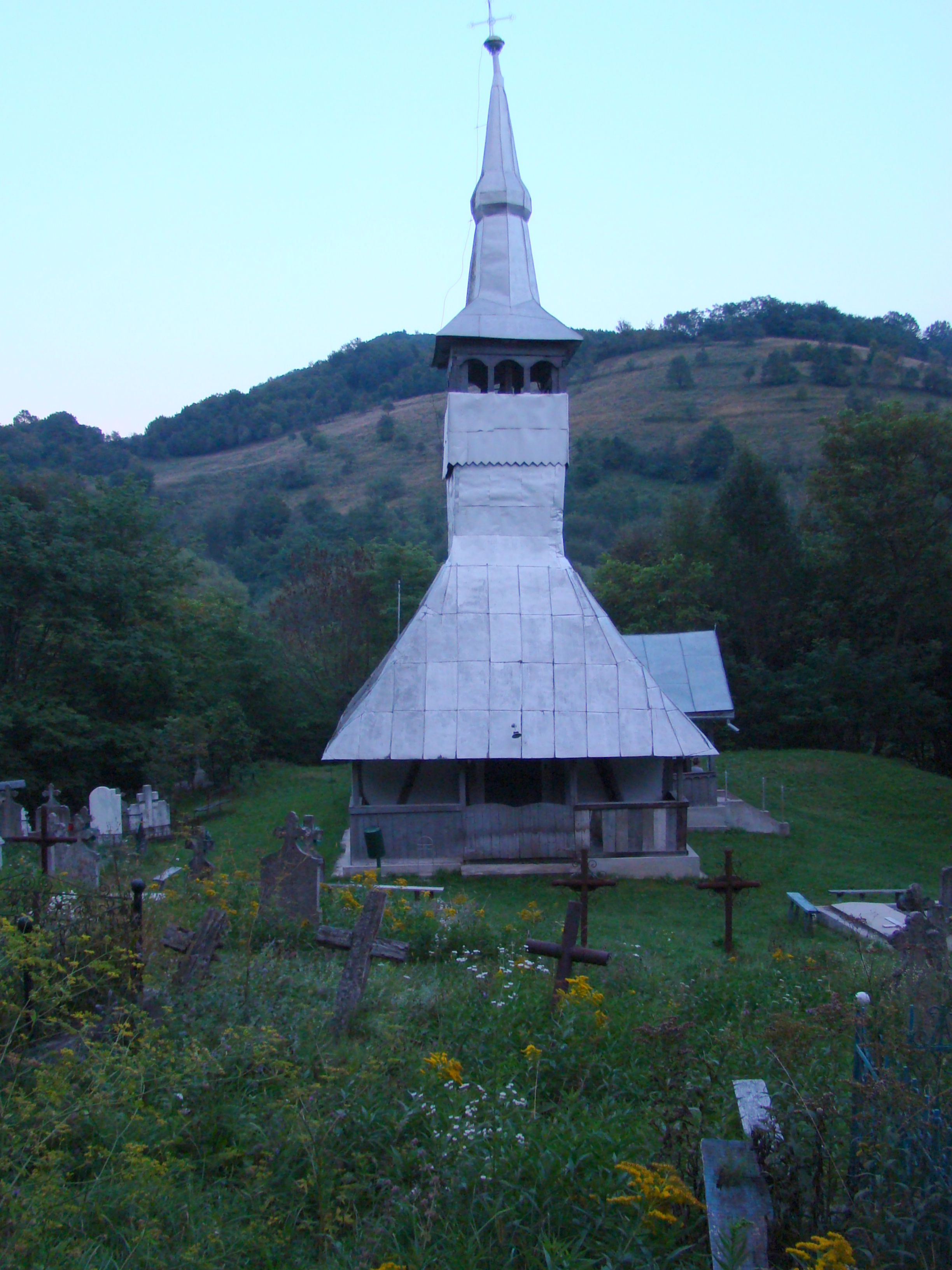
Biserica (vest)

Biserica de lemn din satul Peștera, comuna Băița, județul Hunedoara, a fost construită în anul 1829. Are hramul „Sfântul Nicolae”. Nu figurează pe lista nouă a monumentelor istorice.

## Istoric
Localitatea este amplasată pe pârâul Peștera, în partea de vest a comunei Băița, la limita acesteia cu comuna Vălișoara. Satul nu are drumuri modernizate. Se leagă de localitățile învecinate - Crăciunești și Vălișoara - pe drumuri de pământ, accesul fiind dificil. Populatia satului era, la ultimul recensământ, de 106 locuitori.
Biserica a fost ridicată (potrivit textului unei pisanii exterioare) în anul 1829, într-o poiană, lângă valea pârâului Peștera. Dimensiunile generoase arată că numărul locuitorilor era mai mare în acea perioadă. 

## Trăsături
Construită din bârne masive de lemn, biserica are absida nedecroșată, poligonală, cu cinci laturi. Turnul clopotniță, cu foișorul în arcade, se prelungește cu un coif înalt, ascuțit. În dreptul celor două intrări, de sud și de vest, au fost adosate pridvoare deschise. Lăcașul, tencuit integral în anul 1969, a rămas nepictat, nici anterior nu beneficiase de vreun decor iconografic, pereții din bârne fiindu-i împodobiți cu icoane portabile, pe lemn sau de sticlă. Alte reparații s-au desfășurat în anii 1980-1981. O înaintașă a ctitoriei actuale, de la care a preluat clopotul mic, turnat în 1798, este înregistrată atât în tabelele recensămintelor ecleziastice din anii 1733, 1750, 1761-1762 și 1805, cât și pe harta iosefină a Transilvaniei (1769-1773), pe cea actuală o menționează doar conscripția din 1829-1831.

## Galerie de imagini

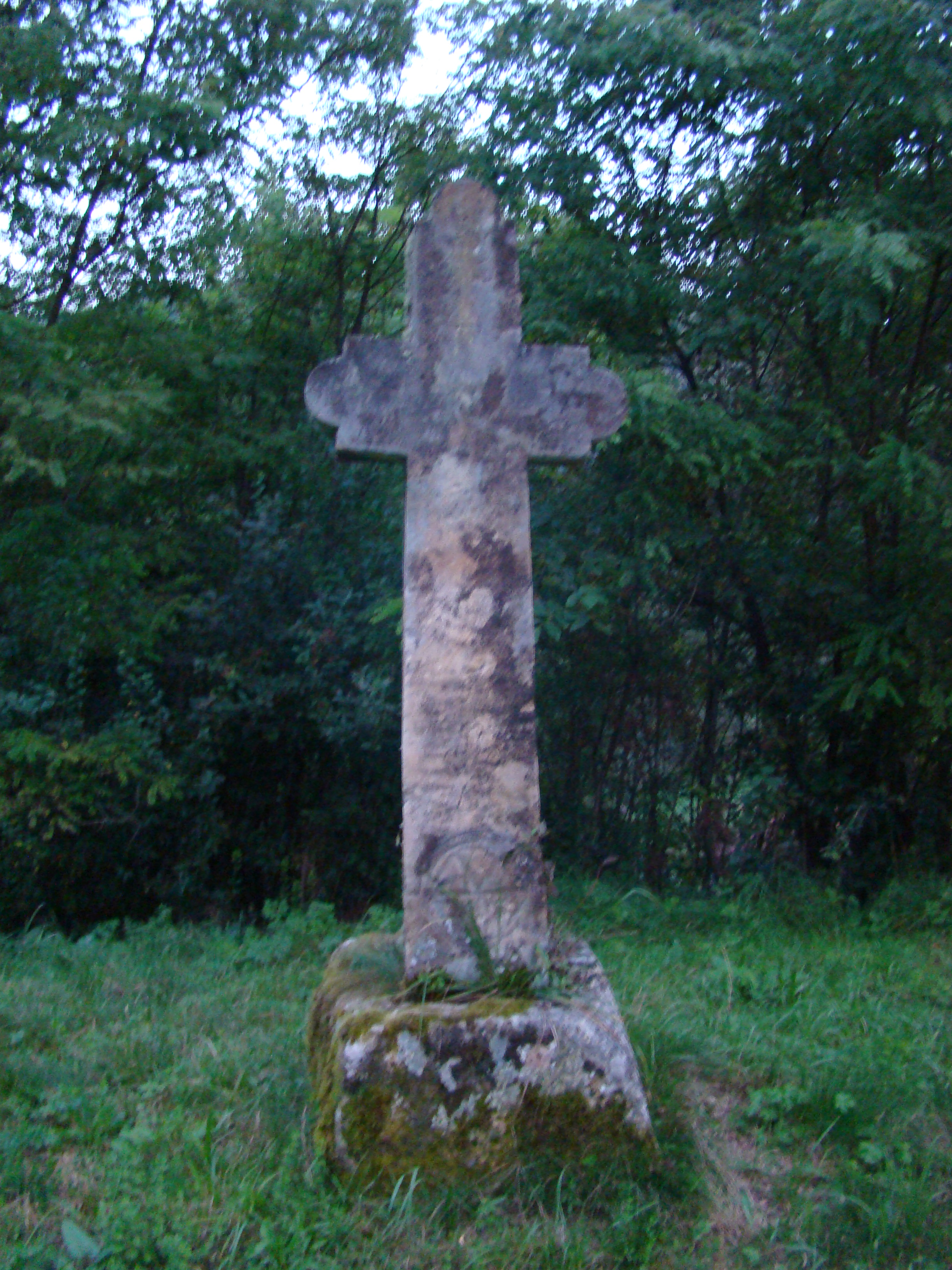
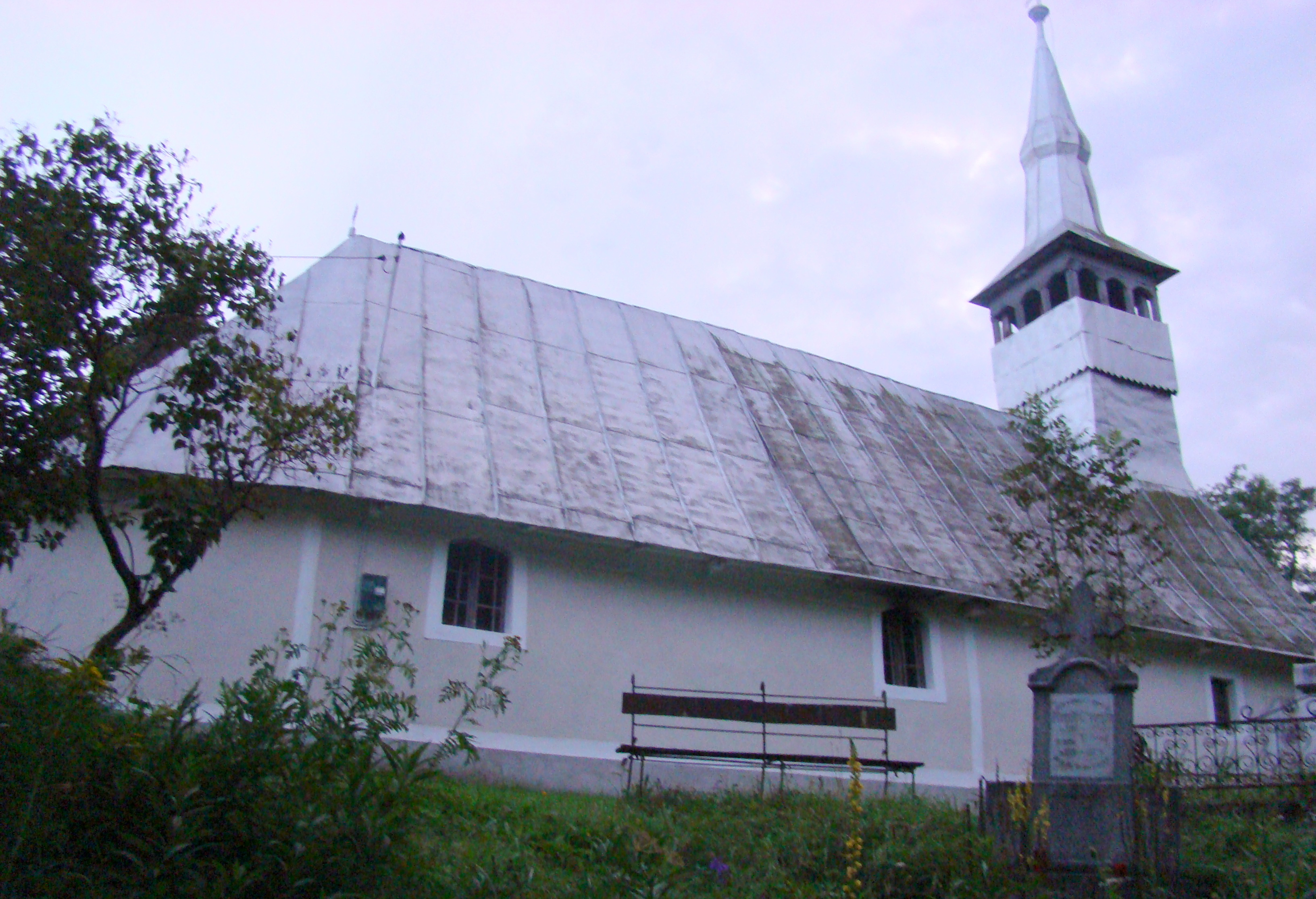
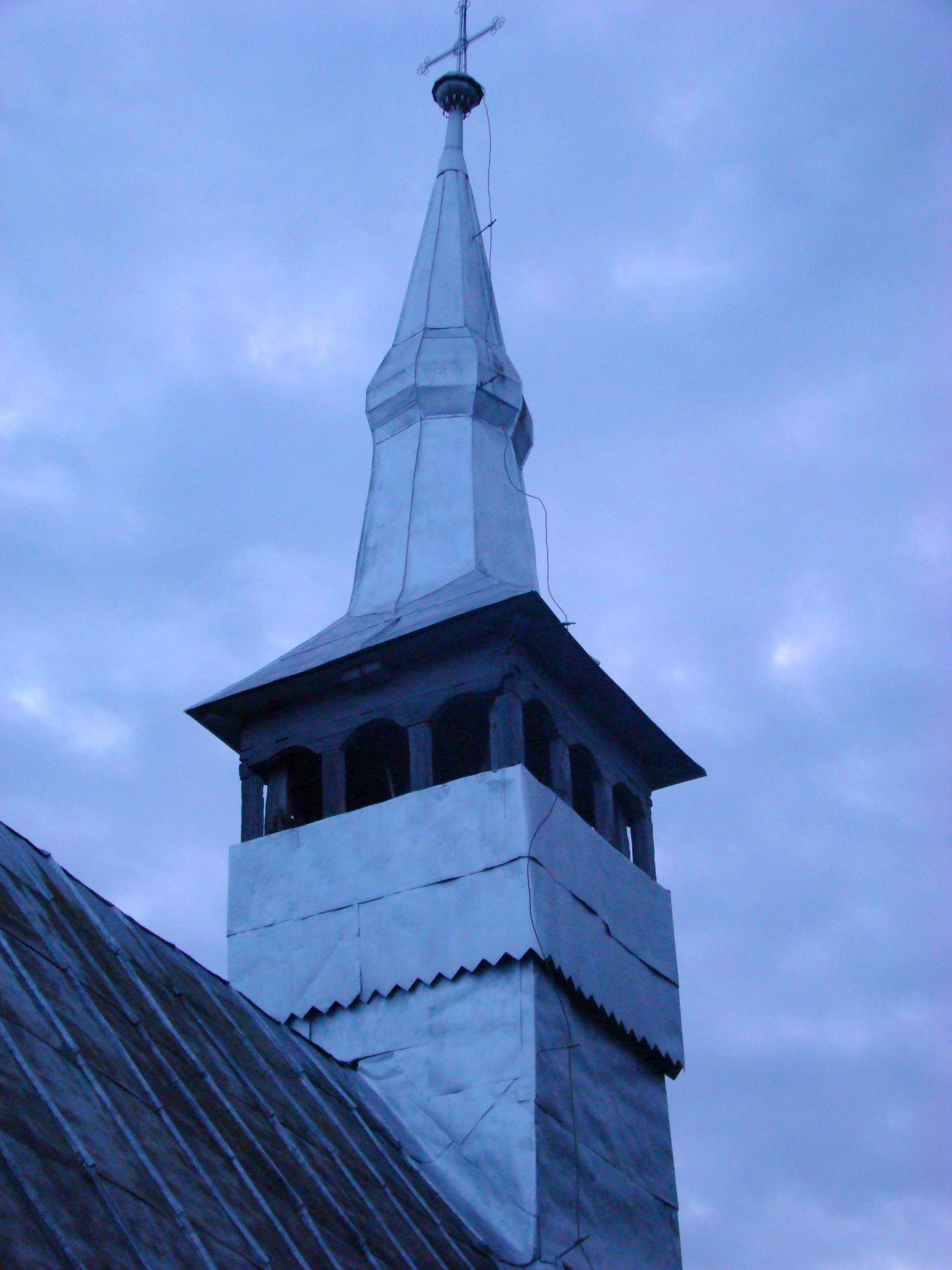
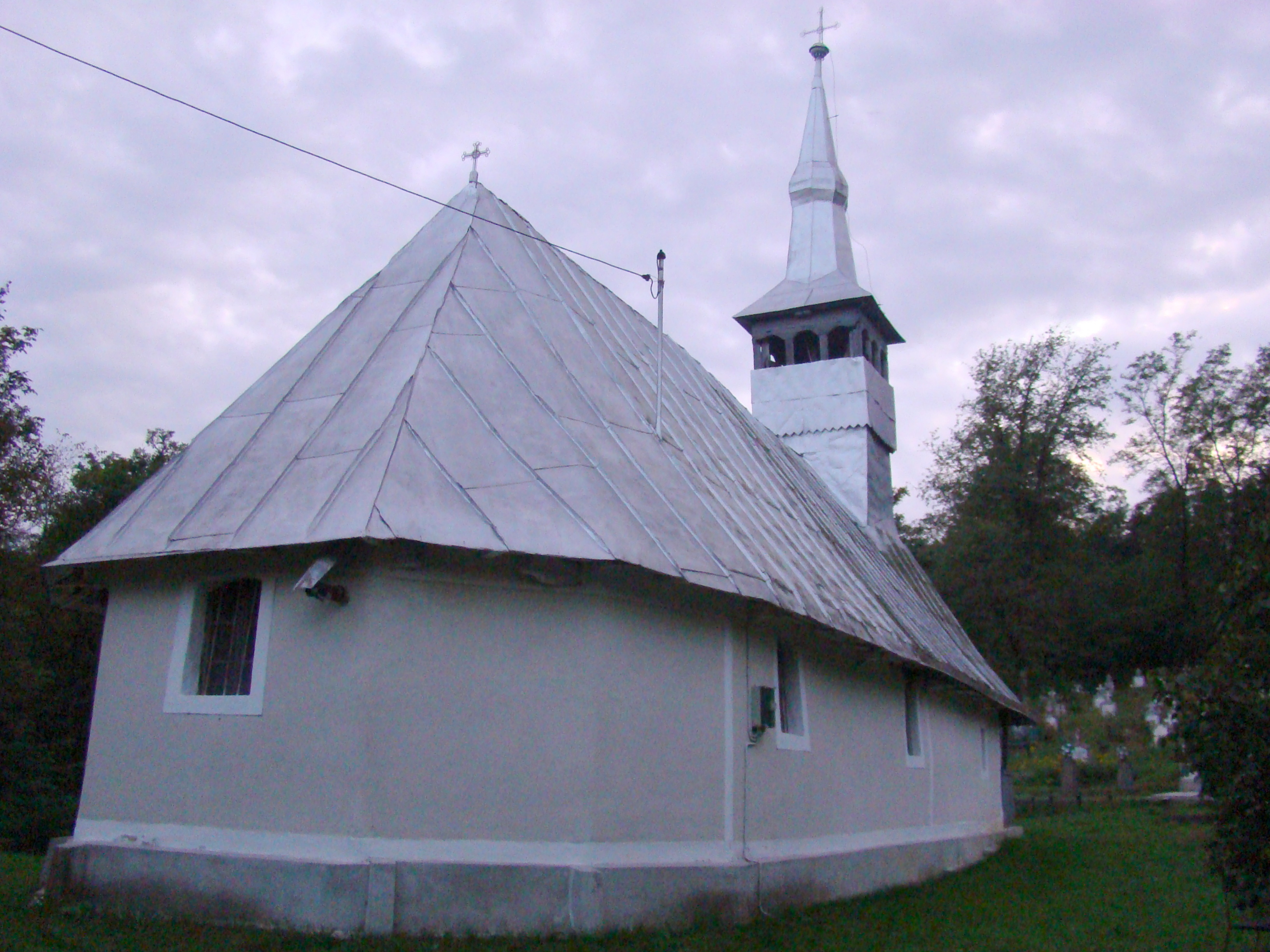
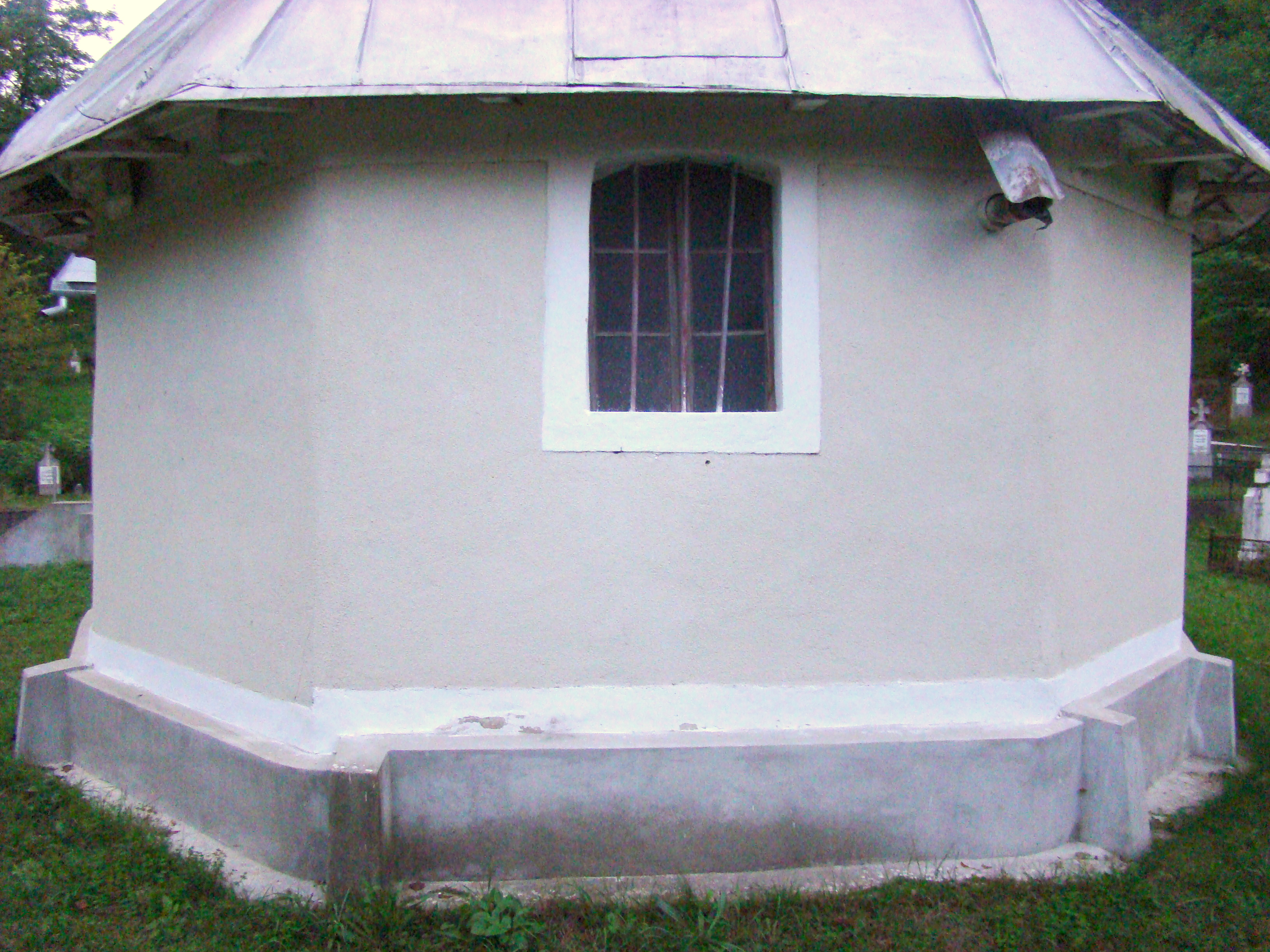
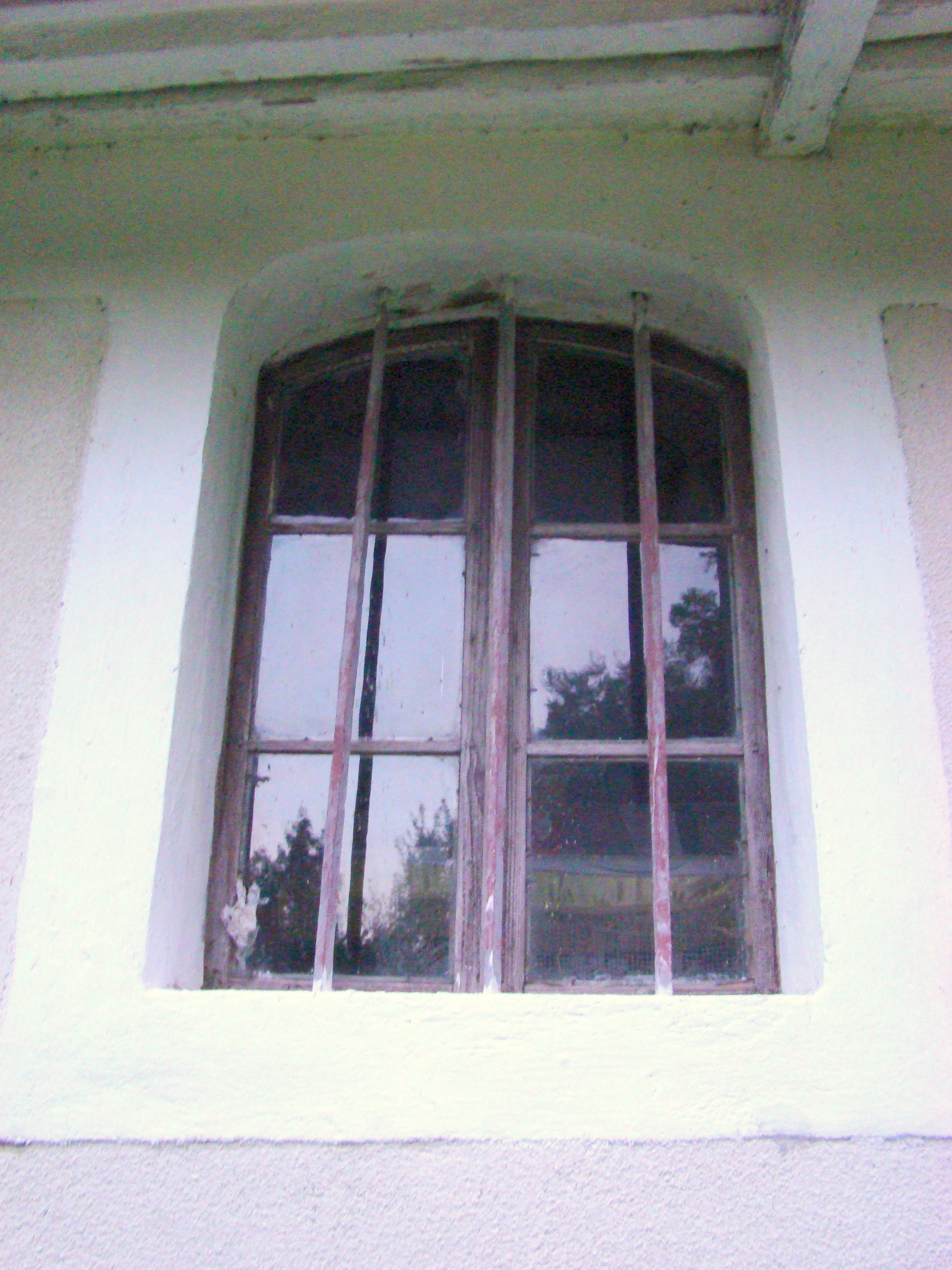
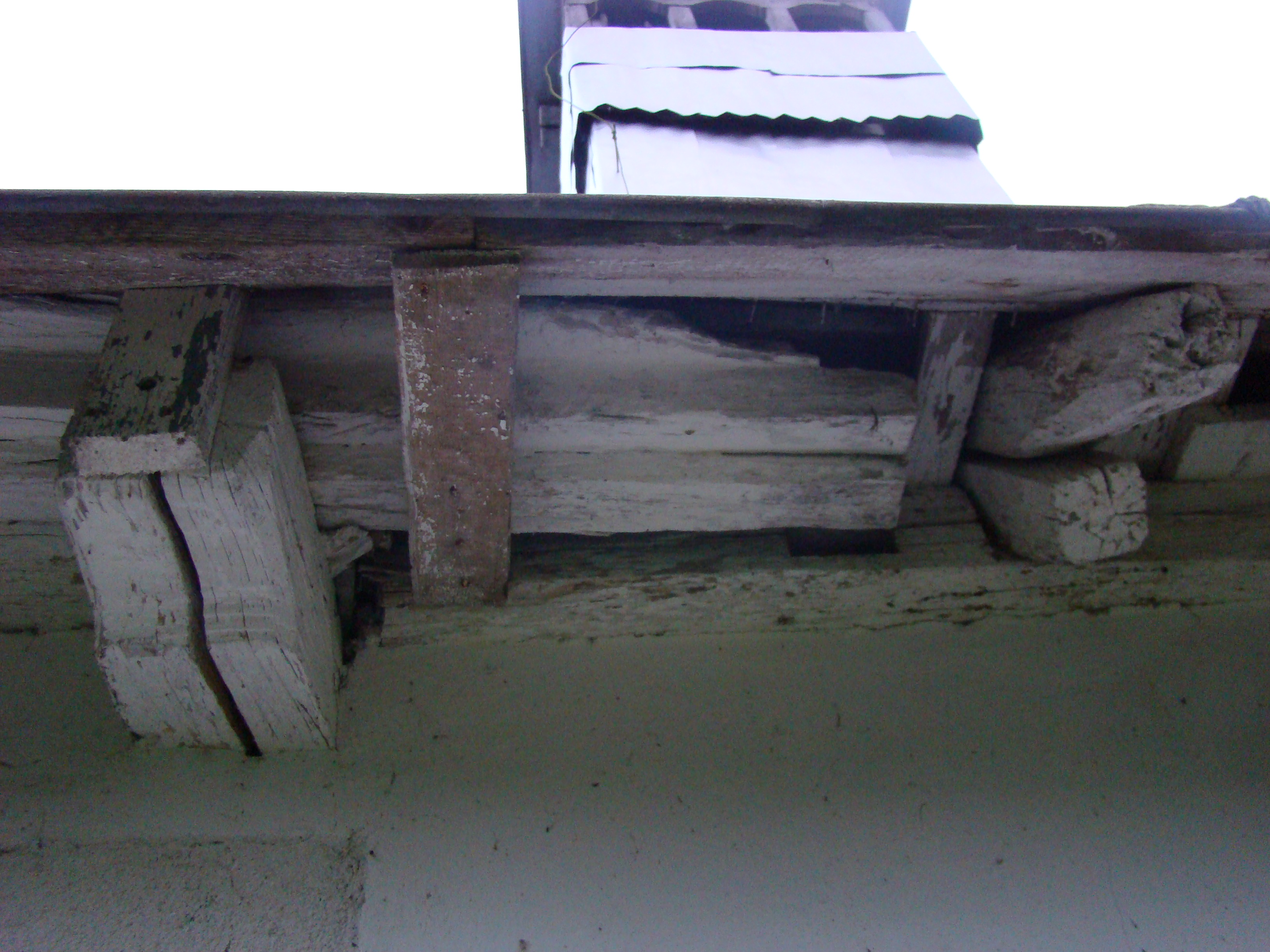
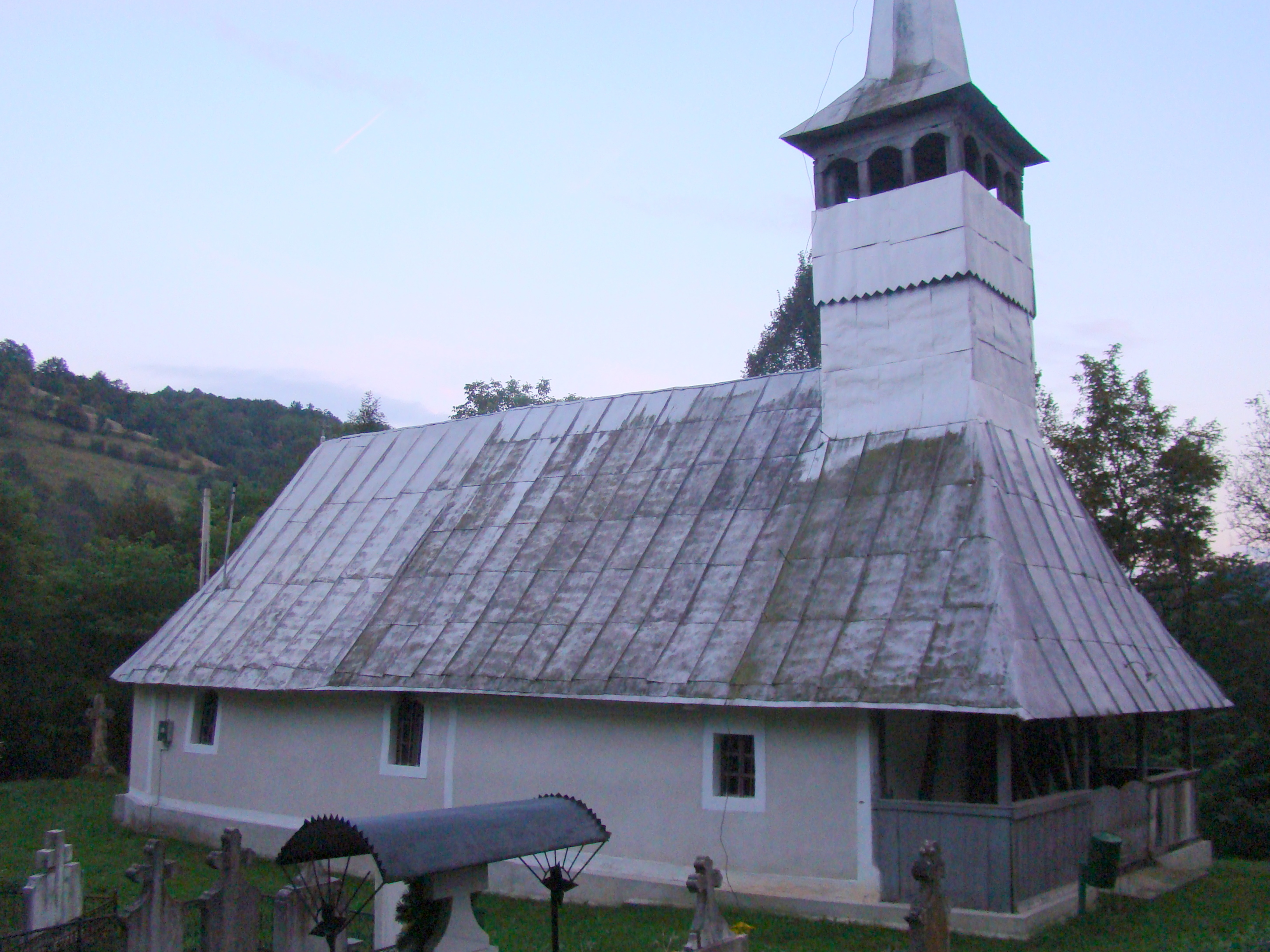
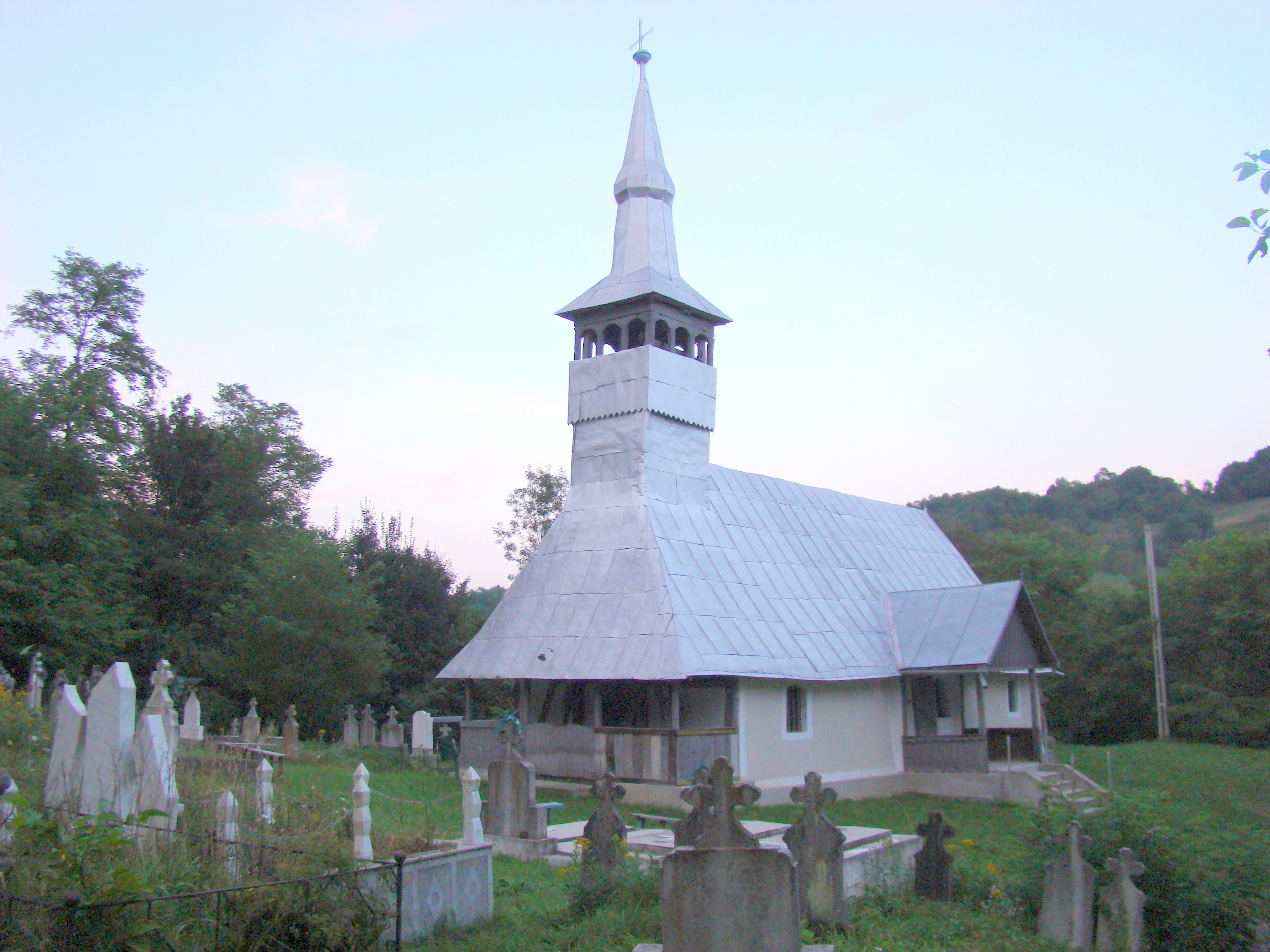
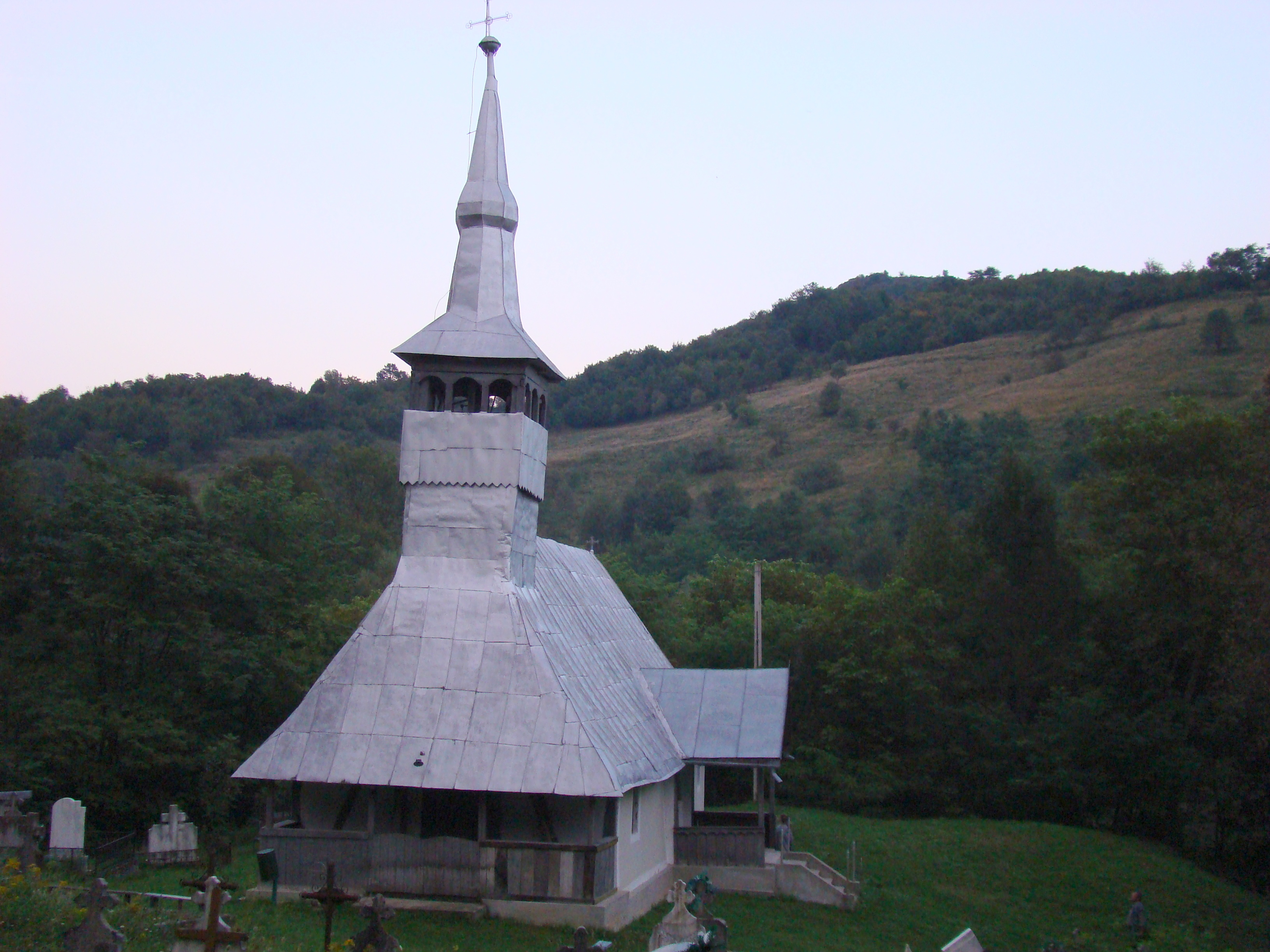
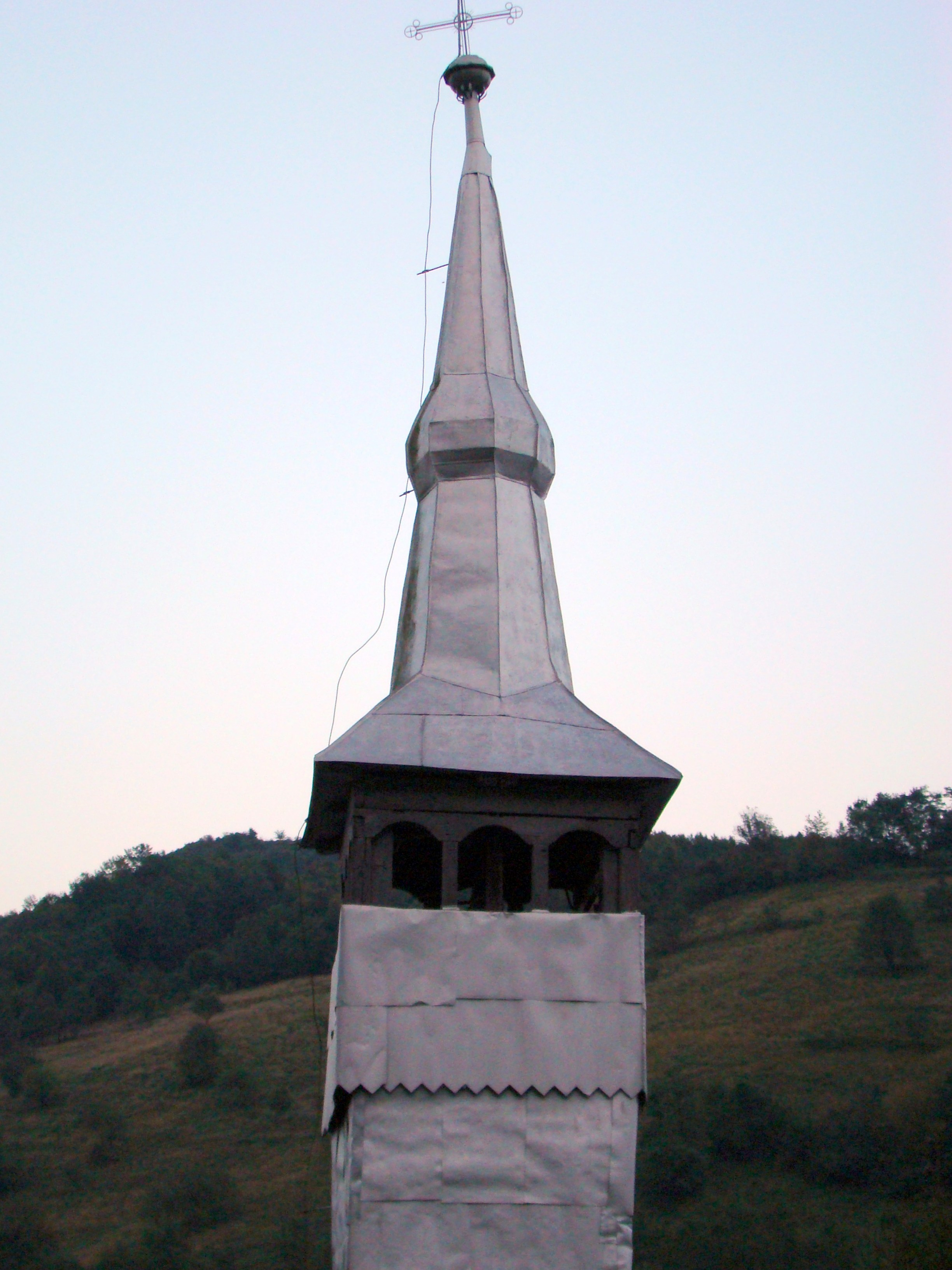
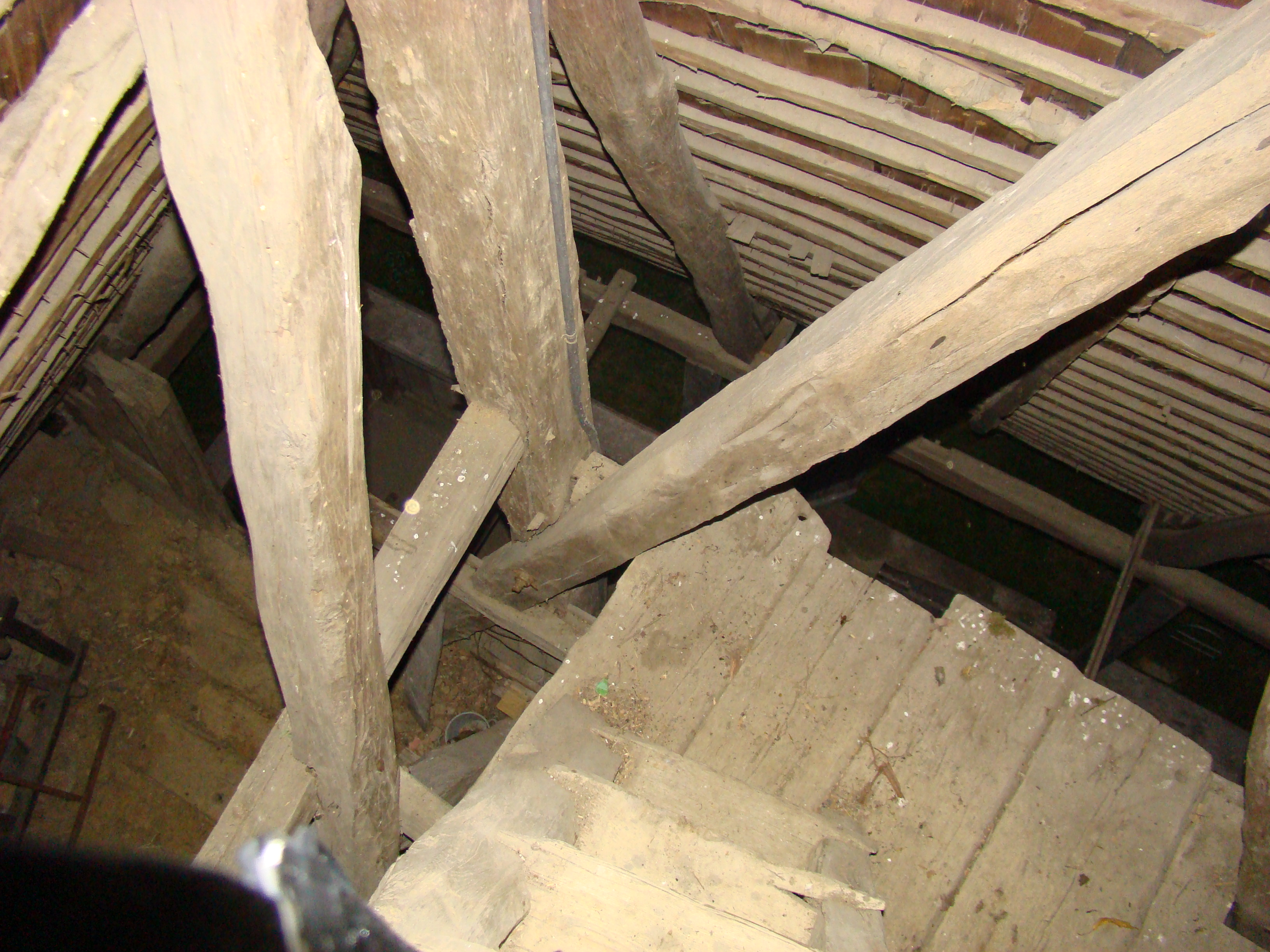
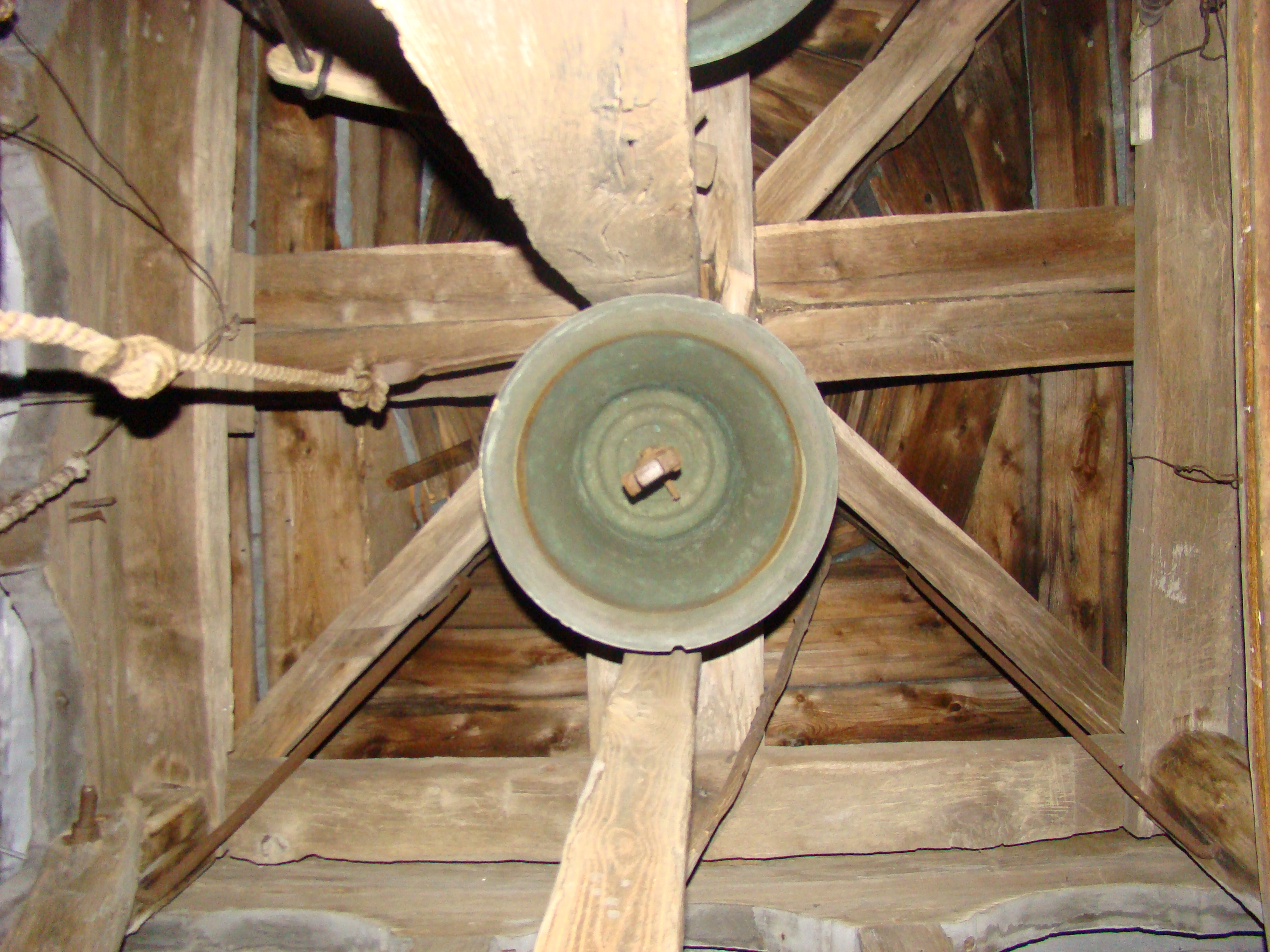
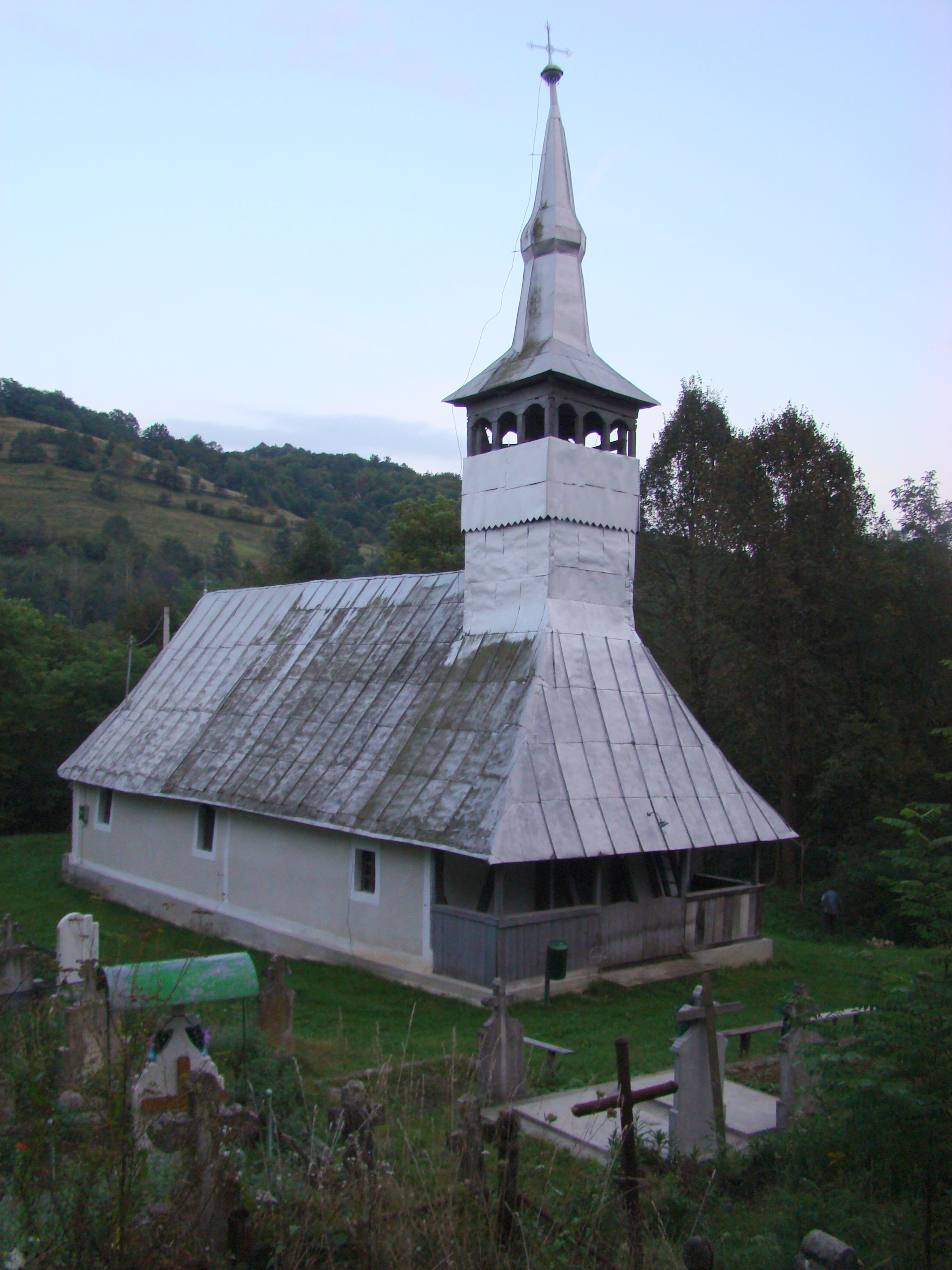
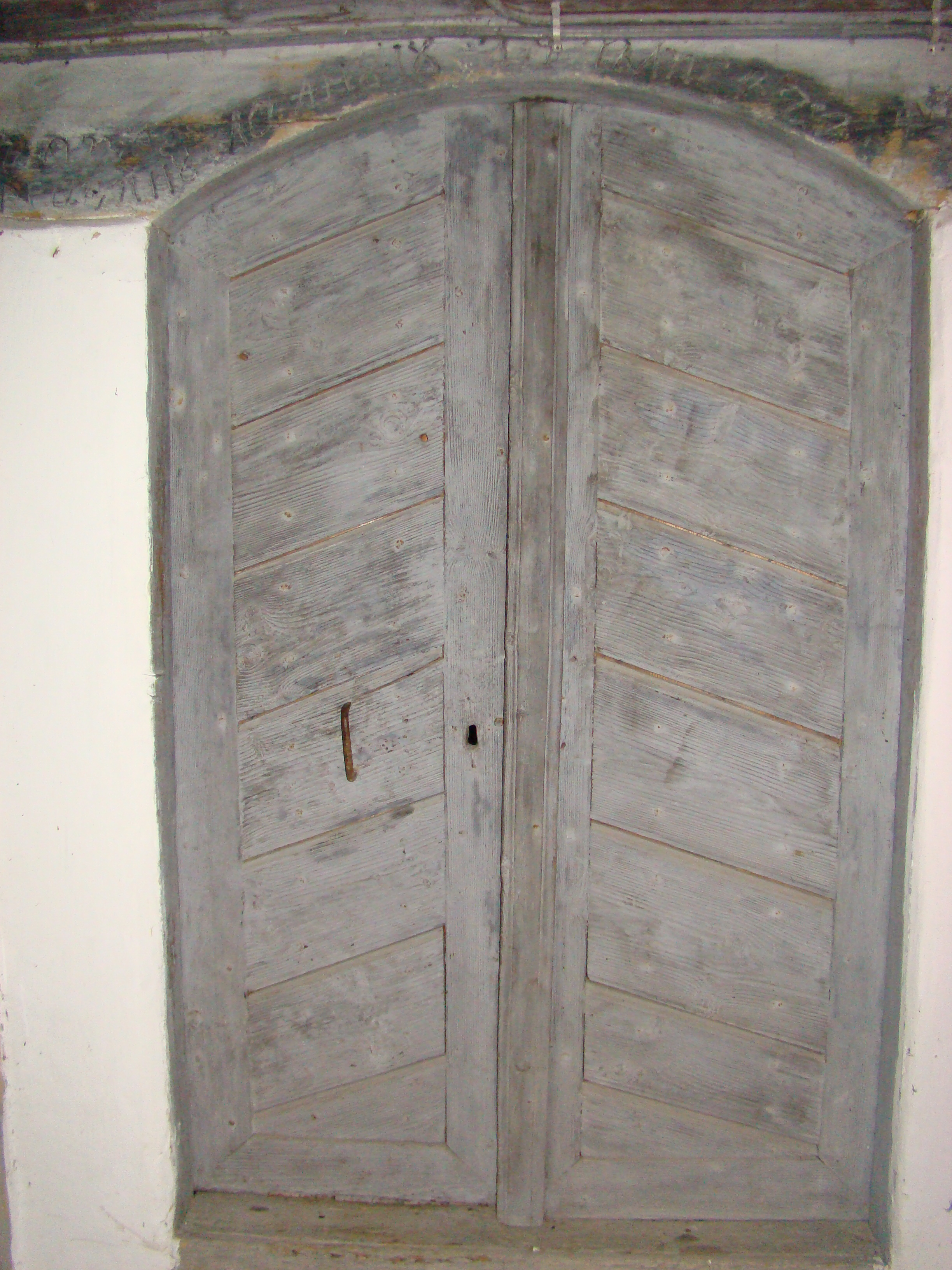
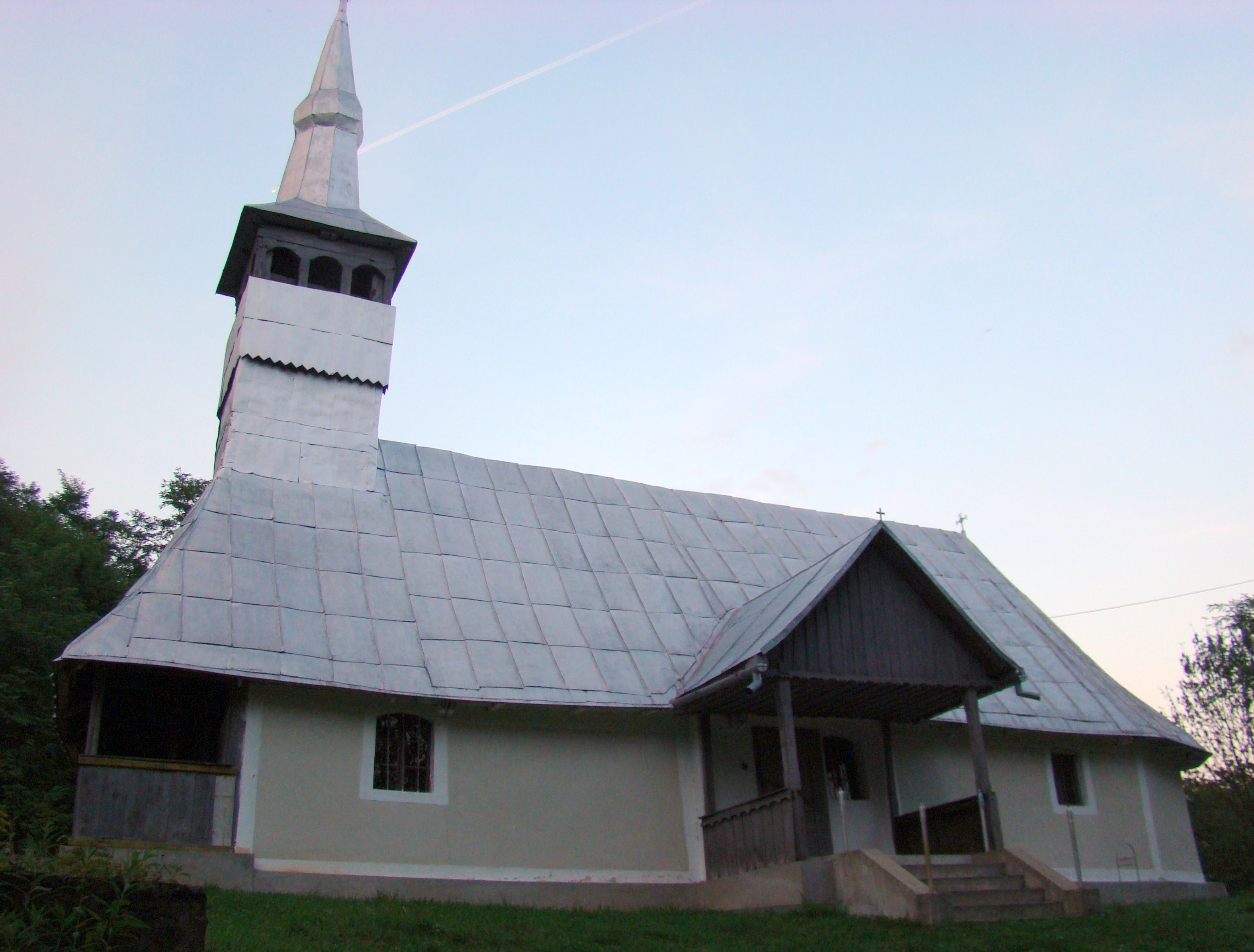
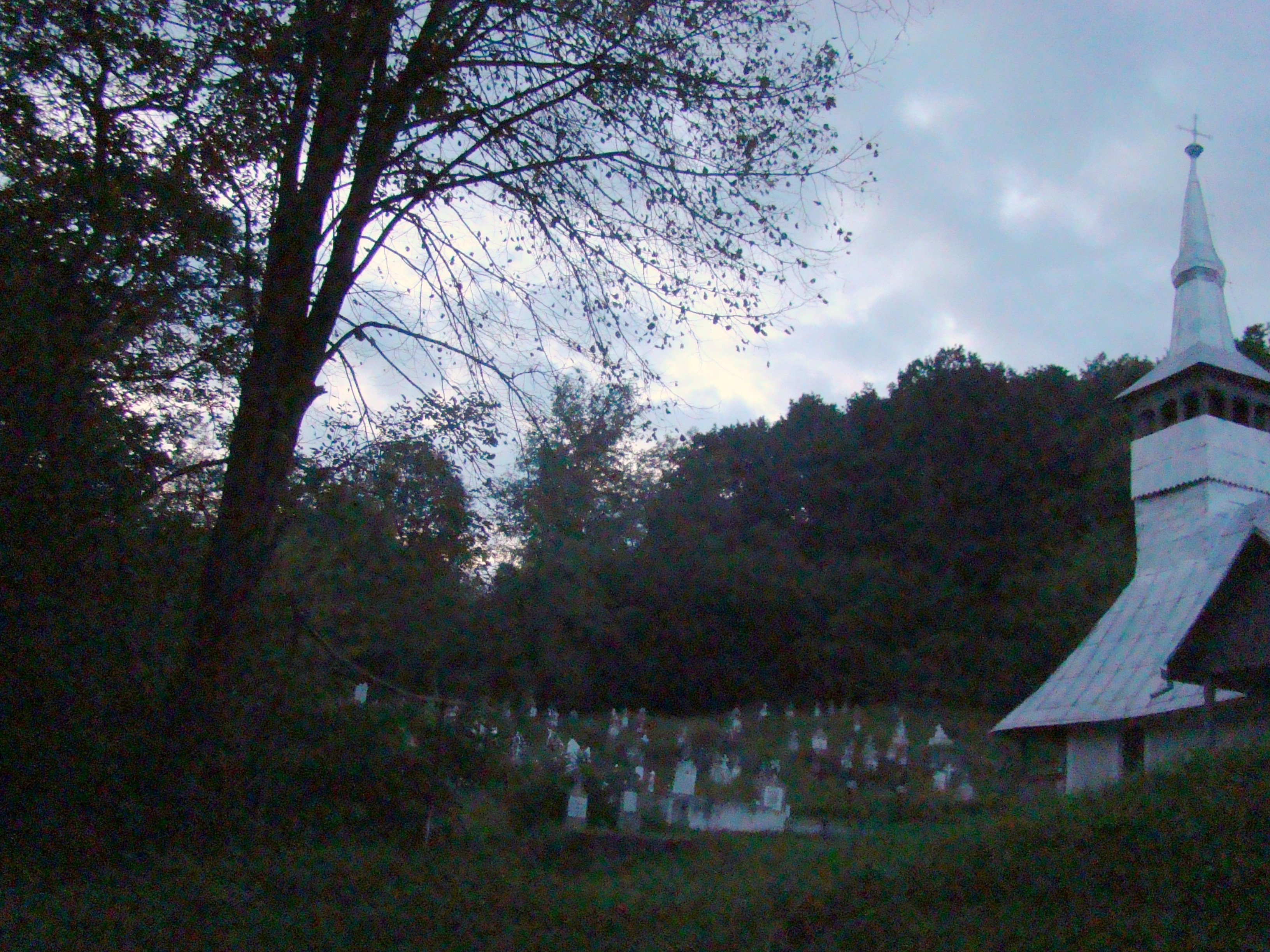